# Achille Maureau
Achille Maureau, né à Sorgues le 23 septembre 1860 et mort à Courtenay le 3 septembre 1921, est un homme politique français.

## Biographie
Négociant de métier, Achille Maureau est également vice-président de la Chambre de commerce d'Avignon et conseiller général pour le Canton de Bédarrides.

## Mandat de Sénateur de Vaucluse
À la mort d'Auguste Béraud, en poste depuis janvier 1900, Achille Maureau se présente à l'élection de sénateur de Vaucluse, face à Joseph-Gaston Pourquery de Boisserin, ancien maire d'Avignon, qu'il bat avec 394 voix contre 16, le 9 avril 1905. Il est réélu le 3 janvier 1909. Il siège, au long de ses deux mandats, avec le groupe de la gauche démocratique.

## Sources
- « Achille Maureau », dans le Dictionnaire des parlementaires français (1889-1940), sous la direction de Jean Jolly, PUF, 1960 [détail de l’édition]

## À voir aussi